# Ѱ
Psi (Ѱ, ѱ) – litera wczesnej cyrylicy, pochodzi wprost od greckiej litery psi (Ψ, ψ). Reprezentuje dźwięk /ps/, wymawiany tak jak w polskim wyrazie psalm. Używana była niegdyś do zapisu niektórych słów ukraińskich, np. ѱы (psy, psy). Obecnie jest używana jedynie w języku cerkiewnosłowiańskim.

## Kodowanie
| Znak                   | Ѱ                           | Ѱ                           | ѱ                         | ѱ                         |
| ---------------------- | --------------------------- | --------------------------- | ------------------------- | ------------------------- |
| Nazwa w Unikodzie      | cyrillic capital letter psi | cyrillic capital letter psi | cyrillic small letter psi | cyrillic small letter psi |
| Kodowanie              | dziesiątkowo                | szesnastkowo                | dziesiątkowo              | szesnastkowo              |
| Unicode                | 1136                        | U+0470                      | 1137                      | U+0471                    |
| UTF-8                  | 209 176                     | d1 b0                       | 209 177                   | d1 b1                     |
| Odwołania znakowe SGML | &#1136;                     | &#x0470;                    | &#1137;                   | &#x0471;                  |